# Суро
Суро (также Ким Суро; предположительные годы жизни или правления — 42—199) — легендарный основатель и первый правитель древнего корейского государства Кымгван Кая, а также родоначальник клана Кимов из города Кимхэ.
Легенда о Суро известна из рукописного собрания легенд XIII века Самгук юса. Согласно легенде, Суро был одним из шести князей, которые вылупились из двухметровых яиц, упавших с неба. Он якобы был самым могущественным из них и совместно с ними создал племенной союз Кая. Его женой была Хо Хванок (허황옥), якобы прибывшая из Индии, в браке с которой он имел десять сыновей и двух дочерей, якобы прожившая 156, 157 или даже 189 лет.
Её возраст и возраст самого Суро, якобы тоже прожившего 157 лет, в современной Корее считаются неправдоподобными. Предполагаемая гробница Суро расположена в городе Кимхэ.